# Atjage
Atjage är en sjö i Sorsele kommun i Lappland och ingår i Umeälvens huvudavrinningsområde. Sjön har en area på 0,874 kvadratkilometer och ligger 682,9 meter över havet. Atjage ligger i Vindelfjällen Natura 2000-område.